# Rio Inha
O rio Inha é um dos afluentes da margem esquerda do rio Douro, que desagua entre a foz dos rios Arda (a montante) e Uíma (a jusante).
O rio Inha surge já na Idade Média com esta designação, sendo documentado em 1078 como riuulo ignia, em 1098 como ribulo ignea, em 1112 como rrilulo Ignea, e fluuio de Hinia em 1115.
Nasce no lugar de Belide, na freguesia de Escariz, concelho de Arouca, e passa pelas freguesias de Romariz, do Vale e de Canedo, ambas do concelho de Santa Maria da Feira.
Faz a divisão entre o concelho de Santa Maria da Feira e Gondomar tendo de passagem uma grande ponte que faz a travessia entre estes dois concelhos de distritos diferentes chamada Ponte do Inha do Engenheiro Edgar Cardoso.
É um rio que corre predominantemente encravado em encostas íngremes, sendo muito rico em pescaria fluvial nomeadamente a truta, bogas e barbos.
O rio Inha, conjuntamente com o rio Uíma, rio Cáster e rio Antuã, é dos maiores rios a percorrer o território do concelho de Santa Maria da Feira, sendo que nasce no concelho de Arouca, na freguesia de Escariz e desagua na margem esquerda do Rio Douro, dividindo as freguesias de Canedo e da Lomba, esta do concelho de Gondomar. Por sua vez o rio Uíma nasce em território Feirense (Duas Igrejas - Romariz) e desagua em território de Vila Nova de Gaia (Crestuma ).
O Rio Inha tem uma extensão aproximada a 19 Km, cerca de 10 Km inferior à extensão do Rio Uíma, mas com bacias hidrográficas semelhantes em área, sendo que a do Uíma mais extensa e mais estreita e a do Inha aproximadamente circular. 
Pinho Leal, na sua obra "Portugal Antigo e Moderno" descreveu o rio Inha, afluente do rio Douro, nos seguintes termos, a páginas 394 do Volume III: “Tem seu nascimento n’uns pequenos arroyos que vem do Monte do Castêllo, freguezia de Escariz, concelho de Arouca. Passa próximo a Cabeçaes (ao O.), regando as freguezias de Escariz, Fermedo, Romariz, Valle, Louredo, Gião e Canedo (sendo a primeira, segunda e quinta do concelho de Arouca e as mais do da Feira, e fazendo nas duas ultimas trabalhar fabricas de papel).
Desagua na esquerda do Douro, no sítio da Foz do Inha, a 1 km abaixo de Pé de Moura, e a 24 km a E. do Porto. Tem 18 km de curso. Faz mover muitos moinhos, e traz algum peixe, miúdo mas muito saboroso, em razão de correr arrebatado por entre pedras. Tem algumas pontes de pau e uma boa de pedra, no Cascão.
Dá-se n’este rio uma singularidade. Logo abaixo da tal ponte do Cascão (que é próximo da aldeia de S. Vicente de Louredo) é a fábrica de papel da Lagem. A margem esquerda é da freguezia de Gião, concelho da Feira, e a direita é da de Louredo, concelho de Arouca, e, como a maior parte do edifício da fábrica está construído sobre o rio (que é muito estreito) pode um indivíduo (ou uns poucos, estando em linha) estar de pé no meio de uma sala, e ter metade do corpo na comarca da Feira e a outra metade na comarca de Arouca. (…). O Inha recebe vários ribeiros, por uma e outra margem.”

## Principais afluentes, da foz para a nascente
Na margem esquerda
- Ribeira da Mota (ou rio Cascão)
- Ribeira do Vale
- Ribeira de Tozeiro

Na margem direita
- Ribeira do Zeboso
- Ribeiro do Camouco
- Ribeira de Rebordelo
- Rio Amieira (ou Ribeira da Lavandeira)